# ブディ・ウトモ
ブディ・ウトモ（Budi Utomo）は、20世紀初頭に結成されたジャワ島の民族主義団体。団体の名称はジャワ語で「最高の英知」を意味する。

## 概要
1908年5月20日、オランダの統治下にあったジャワ島において、知識人が中心となって結成された。大衆にまで運動は広がらず、会員数が最大の時であっても、構成員は1万人を超えることはなかった。
ブディ・ウトモ結成の契機となったのは、「原住民」子弟のための奨学基金の設立を訴えた医者ワヒディン・スディロフソドの遊説であった。これに共感を抱いた学生たちが組織の母体となった。1908年10月、ジョグジャカルタで第一回大会が開催された。
活動はジャワ人下級支配層の社会的上昇を狙う穏健的なものであり、オランダとの対立姿勢はとらなかった。また、一部のオランダ人は、このことを現地民の目覚めとして好意的にとらえていた。第一次世界大戦後は一部が過激化したが、民族運動の中心となることはなかった。1935年にパリンドラ（大インドネシア党）に吸収されて消滅した。

## 備考
- 現在のインドネシアで、ブディ・ウトモ結成日となった5月20日は祝日とされ、「民族覚醒の日」と定められている。